# Лија Макхју
Лија Рајан Макхју (енгл. Lia Ryan McHugh; Питсбург, Пенсилванија, 18. новембар 2005) је америчка глумица. Има улоге у филмовима Тотем (2017), Колиба и Право у мрак (оба из 2019). Глумила је Спрајт у Марвеловом филму Вечни (2021).

## Младост
Макхју је рођена 2005. у Питсбургу у Пенсилванији, у глумачкој породици. Она има троје старије браће и сестара — Флина, Логана и Шеу — и млађег брата Гавина, који има церебралну парализу. Гевин је такође глумац и глуми Кристофера Дијаза у драмској серији 9-1-1.

## Каријера
Макхју је већину своје каријере провела појављујући се у хорор пројектима укључујући Уклета кућа, Тотем, Успут је дошао и Ђаво, Колиба и Право у мрак. Глумила је Спрајт у Марвеловом филму Вечни, који је објављен у новембру 2021.

## Филмографија

### Филмови
| Година | Наслов                | Улога             | Напомене |
| ------ | --------------------- | ----------------- | -------- |
| 2017   | Вреле летње ноћи      | Самер Бирд Систер | Нема     |
| 2017   | Тотем                 | Еби               | Нема     |
| 2018   | Успут је дошао и Ђаво | М Ешли            | Нема     |
| 2019   | Колиба                | Мија Хол          | Нема     |
| 2020   | Иза затворених врата  | Ема Грифинс       | Нема     |
| 2021   | Вечни                 | Спрајт            | Нема     |
| 2021   | Кућа на заливу        | Ана               | Нема     |

### Серије
| Година | Наслов       | Улога        | Напомене                                    |
| ------ | ------------ | ------------ | ------------------------------------------- |
| 2016   | Уклета кућа  | Џејси        | Документарна серија; епизода: "Тунел смрти" |
| 2018   | Американка   | Џесика Нолан | Главна улога; 11 епизода                    |
| 2019   | Право у мрак | Меги Сингер  | Епизода: "Долазе да куцају"                 |